# Анна Австрийская (1275—1327)
Анна Австрийская (1280 или 1298, Вена — 19 марта 1327, Легница) — дочь короля Германии Альбрехта I и Елизаветы Каринтийской. Член дома Габсбургов.

## Биография

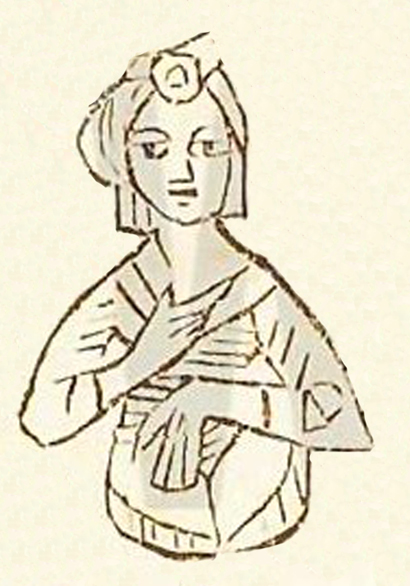
Анна Австрийская

### Первый брак
В 1295  году в Граце Анна Австрийская вышла замуж за Германа, маркграфа Бранденбурга. У них было четверо детей:
- Ютта (1301—1353), вышла замуж за графа Хеннеберга Генриха VIII и унаследовала Кобург
- Иоганн (1302—1317), наследник
- Матильда (ум.1323), вышла замуж за глогувского князя Генриха IV Верного и унаследовала Нижнюю Лужицу
- Агнесса (1297—1334), унаследовавшая Альтмарк; сначала вышла замуж за бранденбургского маркграфа Вальдемара, а после его смерти — за герцога Брауншвейг-Люнебургского Оттона

В 1308 году Герман скончался, ему наследовал их сын Иоганн.

### Второй брак
В 1310  году Анна Австрийская повторно вышла замуж за Генриха VI, князя Вроцлава. У них было три дочери:
- Эльжбета (1311/1312 — 22/29 февраля 1328), муж с 1321/1322 года князь Конрад I Олесницкий (1290/1294 — 1366)
- Евфимия (Офка) (1312/1313 — после 21 марта 1384), муж с 1325 года князь Болеслав Немодлинский (1290/1295 — 1362/1365)
- Маргарита (1313/1314 — 8 марта 1379), настоятельница монастыря Святой Клары в Вроцлаве (1359).

Анна умерла в 1327 году в Легницах. Она не оставила мужу наследника мужского пола, поэтому, когда через десять лет Генрих VI умер, Вроцлавское княжество было поглощено королевством Богемия.